# Tyrinthia xanthe
Tyrinthia xanthe är en skalbaggsart som beskrevs av Bates 1881. Tyrinthia xanthe ingår i släktet Tyrinthia och familjen långhorningar.
Artens utbredningsområde är:
- Costa Rica.
- Nicaragua.
- Panama.

Inga underarter finns listade i Catalogue of Life.